# 桐朋オーケストラ・アカデミー
桐朋オーケストラ・アカデミー（とうほうオーケストラ・アカデミー）は、桐朋学園大学院大学（学校法人桐朋学園）が管理使用している、富山県富山市にある音楽学校。明治から昭和にかけて呉羽紡績が存在していた場所に建造された。
建物内には、各大、中、小の教室が多数あり、主に楽団の育成やリハーサル、ピアノの研修他をしている。また、時々、新人演奏家による、コンサートや、日本各地で演奏活動をしている。

## 最寄駅
- あいの風とやま鉄道線 呉羽駅

## 周辺
- 姉倉姫神社
- 富山市芸術創造パーク